# Cot Matakiemu Buleuen
Cot Matakiemu Buleuen är en kulle i Indonesien.   Den ligger i provinsen Aceh, i den västra delen av landet, 1 800 km nordväst om huvudstaden Jakarta. Toppen på Cot Matakiemu Buleuen är 183 meter över havet.
Terrängen runt Cot Matakiemu Buleuen är kuperad åt nordost, men åt sydväst är den platt. Havet är nära Cot Matakiemu Buleuen åt nordväst.Runt Cot Matakiemu Buleuen är det tätbefolkat, med 257 invånare per kvadratkilometer. Närmaste större samhälle är Banda Aceh, 12,8 km väster om Cot Matakiemu Buleuen. Omgivningarna runt Cot Matakiemu Buleuen är en mosaik av jordbruksmark och naturlig växtlighet.